# Ухма
Ухма — река в России, протекает по территории Пиндушского городского поселения Медвежьегорского района Республики Карелии. Длина реки — 14 км.

## Физико-географическая характеристика
Река берёт начало из озера Учмаламби на высоте 170 м над уровнем моря и далее течёт преимущественно в северо-западном направлении по частично заболоченной местности.
Ухма в общей сложности имеет два малых притока суммарной длиной 3,5 км.
В нижнем течение протекает через озеро Ухмаламби.
Впадает на высоте 120,0 м над уровнем моря в Великую губу Сегозера.
В устье реки расположен посёлок Великая Губа.
Код объекта в государственном водном реестре — 02020001112102000005685.